# Abdelkader ibn Muhieddine
Abdelkader ibn Muhieddine (6 tháng 9 năm 1808 - 26 tháng 5 năm 1883; tiếng Ả Rập: عبد القادر ابن محيي الدين ʿAbd al-Qādir ibn Muḥyiddīn), còn được gọi là Tiểu vương Abdelkader hay Abdelkader El Djezairi, là một thủ lĩnh tôn giáo và quân sự người Algérie. Ông đã lãnh đạo cuộc kháng chiến chống thực dân Pháp xâm lược hồi giữa thế kỷ 19. Ông vốn là một học giả Hồi giáo và Sufi giáo nhưng dòng đời đã đưa đẩy ông trở thành nhà lãnh đạo của những bộ lạc người Algérie mà trong nhiều năm sau đó đã kháng cự thành công trước một trong những đạo quân tiên tiến nhất châu Âu thời bấy giờ. Quan điểm nhất quán của ông đối với vấn đề nhân quyền, đặc biệt là đối với Kitô giáo, đã lan tỏa thành sự ngưỡng mộ rộng khắp trên thế giới dành cho ông, nhất là sau cuộc giải cứu cộng đồng Kitô giáo ở thành Damas tránh khỏi bị thảm sát vào năm 1860. Ở Algérie, công lao thống nhất các lực lượng để chống lại quân xâm lược Pháp đã đưa ông lên địa vị của một "Jugurtha thời hiện đại", đồng thời người ta ngợi ca ông là "vị thánh giữa các vị vua, vị vua giữa các vị thánh" nhờ khả năng kết hợp quyền lực tôn giáo và chính trị.